# 히노 MH
히노 MH(영어: Hino MH, 일본어: 日野・MH)는 일본 히노 자동차가 만든 소방차로 1991년부터 생산에 들어갔다.

## 개요
1991년 9월에 모리타 홀딩스에서 제작한 고가 사다리 차량으로 슈퍼 자이로 시리즈(일본어: スーパージャイロラダーシリーズ) 전용 차체로 등장했다. 소방차 전용 차량으로 제작했으며 4륜으로 구성되었고 자동변속기, 공기 호흡기가 갖추었고 2세대 차량의 경우 뒷좌석이 추가되었다. 또한 사다리 차량 사양의 경우 30m, 40m 사양이 있다. 이 중 40m 사양의 경우 히노 프로피아 4축 차량 모델인 FW 차량을 기반으로 제작되었다.
히노 자동차와 모리타 홀딩스가 공동으로 개발한 차종이기 때문에 두 업체의 로고가 적용되었다.

## 세부 정보

### 1세대 차량 (1991년부터 2003년까지) U-PR2FNAP/KC-PR4FPDF/KL-PR4FPHF

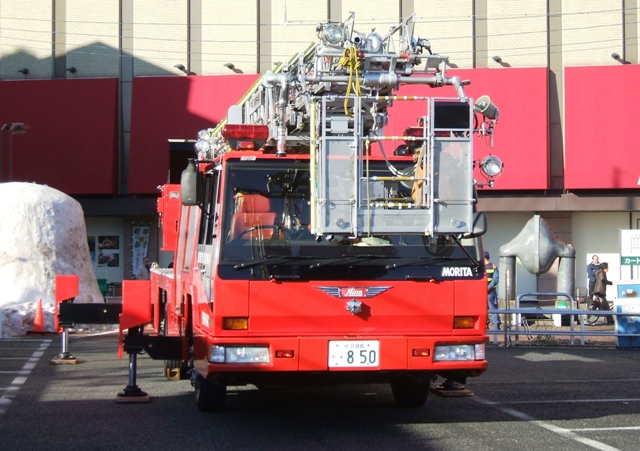
히노 MH 1세대 초기형

1991년 9월에 슈퍼 자이로 사다리 MH(일본어: スーパージャイロラダーMH) 모델이 출시되었다. 계기판의 경우 별도로 설계 했으나 스티어링 및 에어컨의 경우 히노 자동차에서 생산되었다. 직선을 기반으로 디자인을 적용한 모델로 굿 디자인 상을 수상했다. 엔진으 V형 8기통 사양인 F17E를 탑재했다. 또한 자동변속기의 경우 ZF에서 제작된 변속기로 3축 차량의 경우 4륜 사양이 적용되었다. ABS도 기본으로 탑재되었고 범퍼의 경우 히노 프로피아, 히노 슈퍼돌핀, 히노 레인저와 동일하다.
1995년에 엔진이 F21C형으로 바뀌고 히노 자동차의 심볼마크가 변경되었다. 1994년 배출가스 규제에 대응한 모델이다. 1998년에 범퍼 모델이 변경되었다. 1999년에 배출가스 규제 대응에 따라 2000년에 마이너 체인지가 이루어졌다.

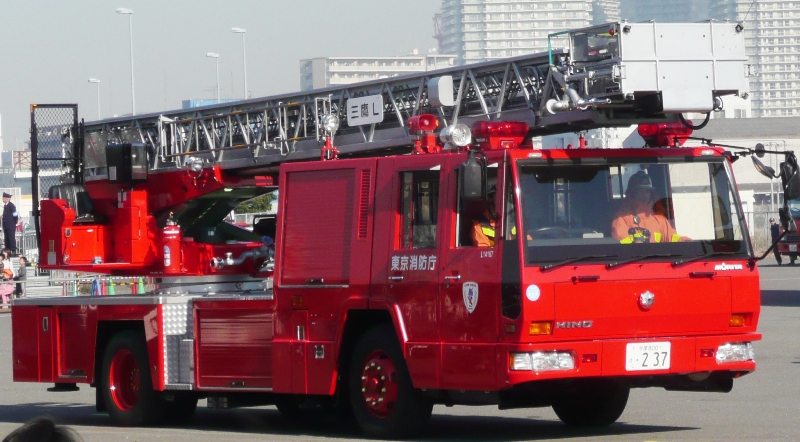
히노 MH 1세대 후기형 2축 차량
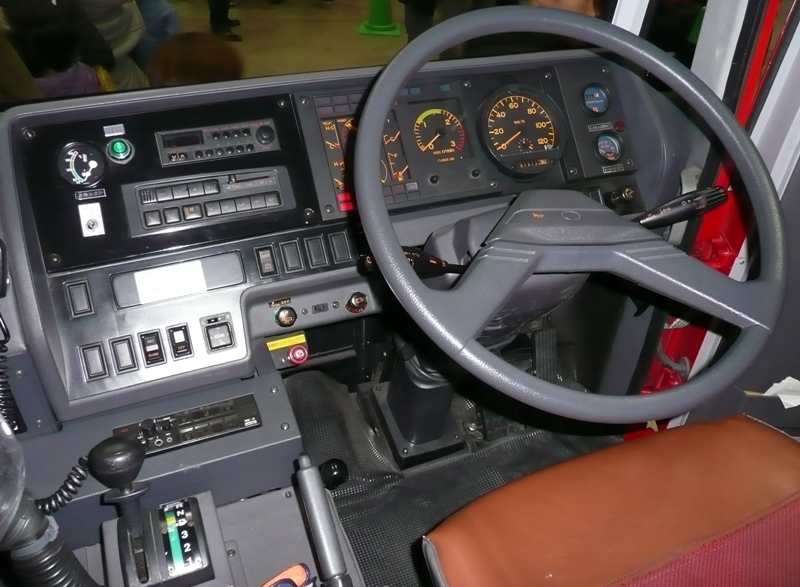
히노 MH 1세대 운전석

### 2세대 (2003년부터 현재까지) PK-PR2PPWF/BDG-PR1APYF/LDG-PR1APBF/QDG-PR1APEF/2DG-PR1APJF

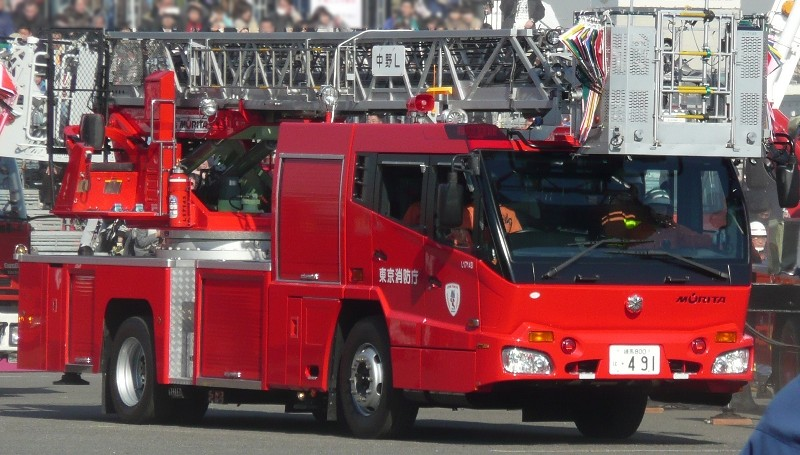
히노 MH 2세대 차량

2003년 11월에 도쿄 국제 소방 방재 전시회에서 발표했고 2004년 4월부터 출시했다. 차명은 히노 MHII 맥스로 변경되었다. 오토 에어컨이 탑재되었고, 히노 프로피아 전용 모델인 직렬 6기통 엔진 P11C형이 탑재되었다. 또한 단기 배출가스 규제에 대응했고 DPR을 탑재한 차량의 경우 초저 PM 배출 디젤차를 인증받았다. LED 조명이 상부 및 앞범퍼에 적용되었다. 스티어링의 경우 히노 프로피아와 동일하나 에어백은 별도로 장착되지 않았다. 범퍼의 경우 히노 레인저, 히노 프로피아와 동일하다. 1세대와 마찬가지로 자동변속기가 탑재되었다.
2006년에 엠블램 조명이 원형에서 사각형으로 변경되었다. 2007년에 엔진이 A09C형으로 변경되면서 2005년 배출가스 규제에 대응했다. 또한 상단 빨간 불빛, 표지판이 커졌고 차명도 MH-II로 변경되었다.
2010년에 DPR과 SCR 시스템을 조합한 클린 디젤 시스템인 에어 로프의 도입으로 2009년 배출가스 규제에 대응했다.
2016년에 배출가스 규제 대응에 따라 2017년에 마이너 체인지가 이루어졌다.

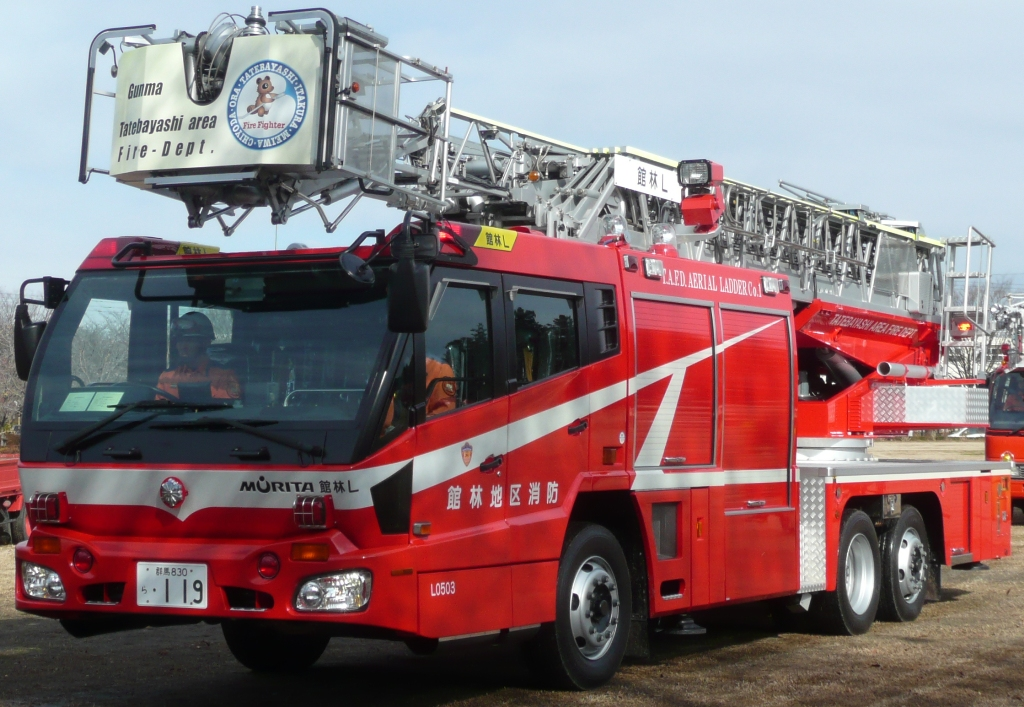
히노 MH 개량형
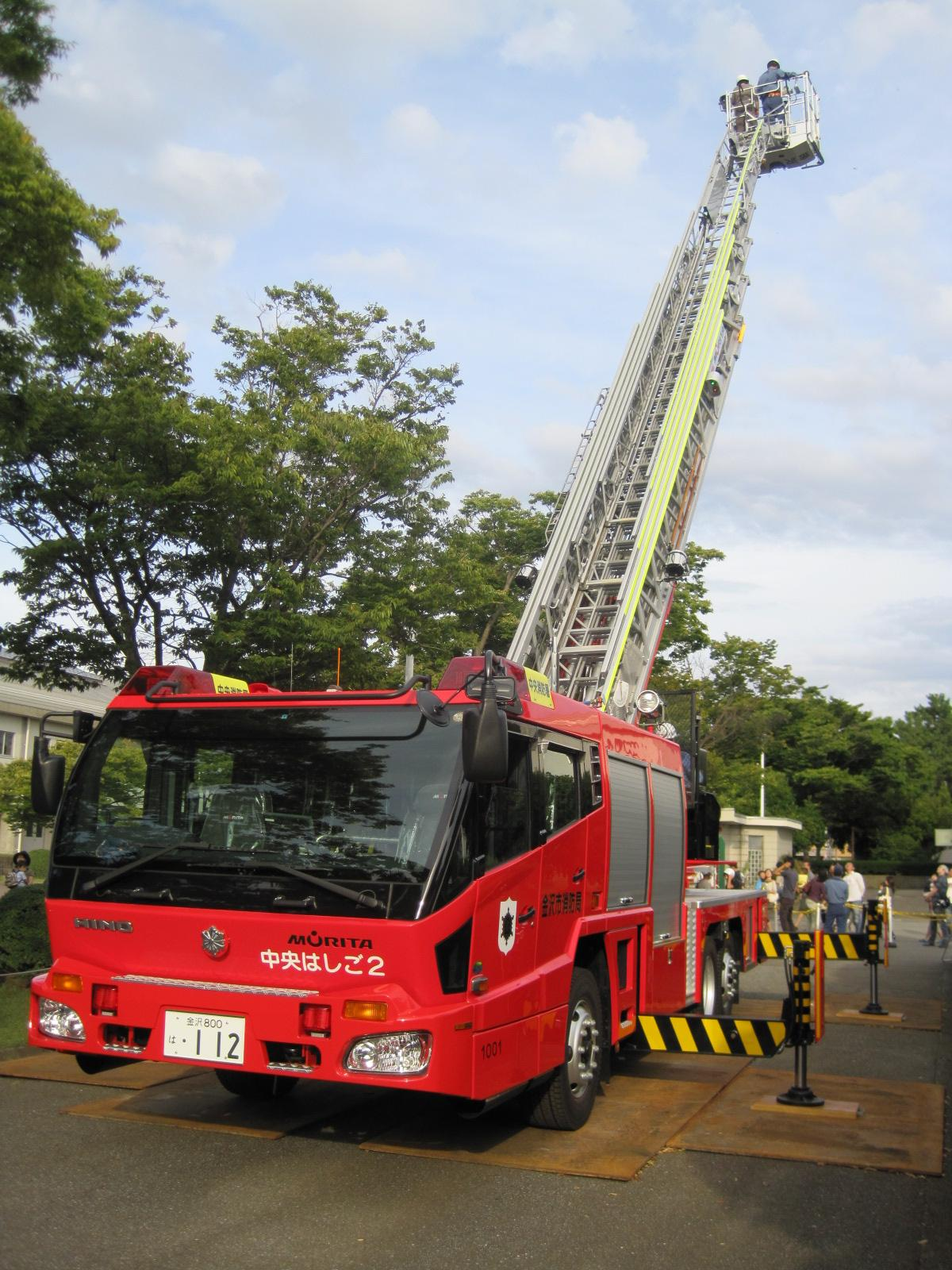
히노 MHII
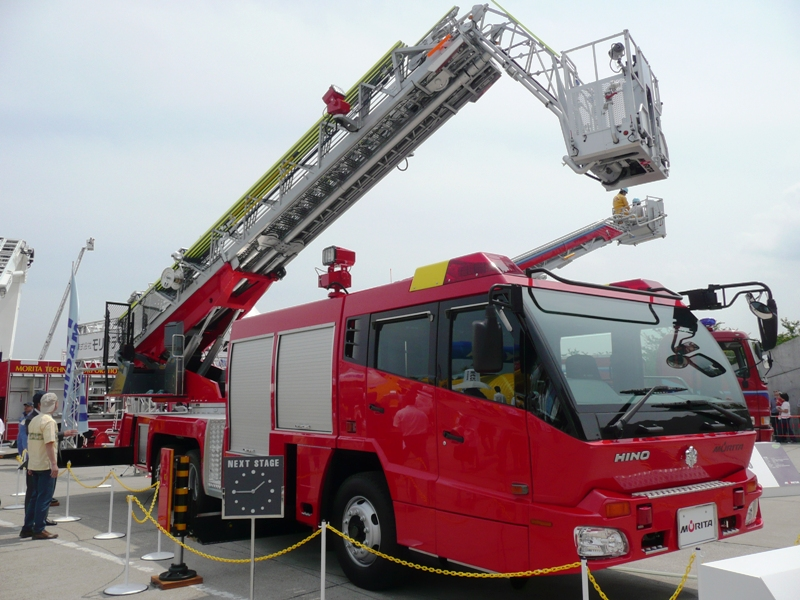
2세대 후기형 (첨단 굴절 사다리 사양)
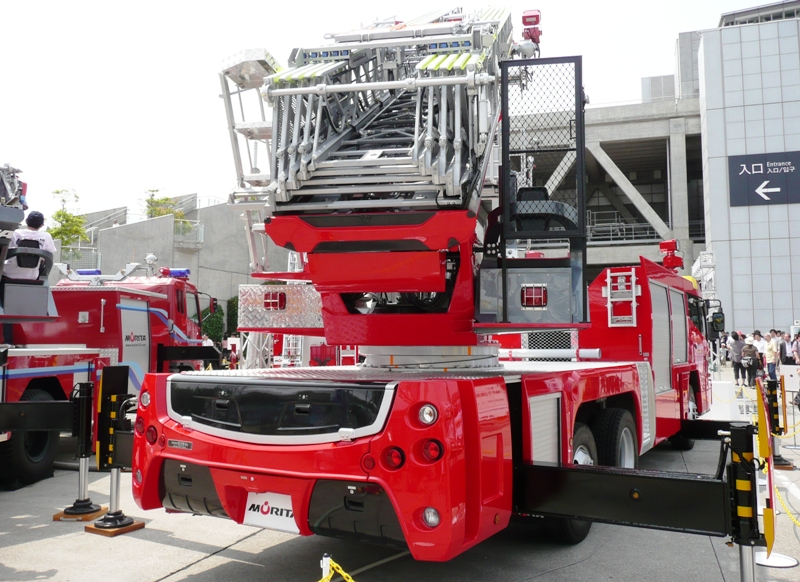
히노 MH 뒷면

## 파생형
2축 사양
- 기존 차량에 비해 길이가 단축된 모델로 수납 보관함이 작아지고, 사다리의 경우 최대 30m인 것이 특징이다.

굴절 사다리차 사양
- 사다리의 경우 최대 20m인 것이 특징이고 3절 굴절 사디리가 장착되었다.

대형 화학차 사양
- 사다리 장비를 기반으로 적재 공간을 이용해 원격 조작식 물대포를 탑재한 것이 특징이다.

## 같이 보기
- 히노 자동차
- 히노 프로피아
- 히노 레인저
- 닛산 디젤 FJ